# أكبر شاه خان نجيب آبادي
أكبر شاه خان نجيب آبادي (1875 - 10 مايو 1938) كان مؤرخًا مسلمًا سنيًا هنديًا كتب تاريخ الإسلام في ثلاثة مجلدات.

## سيرته
وُلِد نجيب آبادي عام 1875 في نجيب آباد [الإنجليزية] ، في بيجنور، تحت حكم المقاطعات المتحدة في الهند البريطانية . بدأ التدريس في مدرسة نجيب آباد المتوسطة في عام 1897 ثم قام بتدريس اللغة الفارسية في مدرسة نجيب آباد الثانوية.
وفي عامي 1906 و1914 م، بقي في قاديان واعتنق المذهب الأحمدي . وتقرب من حكيم نور الدين خليفة ميرزا غلام أحمد وكتب سيرته بعنوان (مرقت اليقين في حياتي نور الدين) في مجلدين، لم ينشر المجلد الثاني منهما بسبب عودته إلى الإسلام السني . وفي قاديان، كان نجيب آبادي مشرفًا على مدرسة نور الإسلام للأحمديين لمدة خمس سنوات.
بعد وفاة نور الدين، اتجه النجيب آبادي إلى ميرزا بشير الدين محمود أحمد، لكنه لم يستطع أن يتفق معه أكثر من ذلك. حتى منتصف عام 1915، كان نجيب آبادي مرتبطًا بجماعة لاهور الأحمدية . بعد ارتباطه بجماعة لاهوري لبعض الوقت، عاد إلى الإسلام السني .
في عام 1916، بدأ نجيب آبادي مجلة شهرية بعنوان عبرة، وكان من بين المساهمين فيها عبد الحليم شرار وأسلم جيرجبوري [الإنجليزية] . كما نشر محمد إقبال قصائد فيها. كما أدار مجلة زمندار [الإنجليزية] لمدة عام أثناء سجن ظفر علي خان وكتب أيضًا لمصور لاهور .
أصيب نجيب آبادي بمرض في المعدة في يونيو 1937، مما أدى إلى وفاته في 10 مايو 1938.

## أعماله الأدبية
تشمل أعمال نجيب آبادي ما يلي:
- تاريخ الإسلام (3 مجلدات)
- تاريخ نجيب آباد
- جانج-إي-أنجورا
- نواب أمير خان
- غاي أو أوسكي تاريخي أزمت
- فيد أو أوسكي قدمات
- هندوسي اور مسلمانو ن كا إتفاق
- عينا حقيقة نعمة .[6]